# Agnorisma badinodis
Agnorisma badinodis là một loài bướm đêm thuộc họ Noctuidae. Nó được tìm thấy ở miền nam Canada và Hoa Kỳ.
Sải cánh dài khoảng 36 mm. Có một lứa một năm.
Chúng ăn các loài thực vật như Stellaria media, Sisymbrium officinale, Trifolium, Medicago sativa, Rumex, Aster ericoides và Triticum aestivum.